# Шелемба Михайло Васильович
Шелемба Михайло Васильович (нар. 16 листопада 1986, Ужгород, УРСР, СРСР) — український топ-менеджер, генеральний директор компанії «Датагруп» з 2016 року. 
Член ради Global Compact Network Ukraine 

## Життєпис

### Освіта
Вищу освіту Михайло Шелемба здобув у КНУ ім. Тараса Шевченка, факультет економіки.

### Кар'єра
2007 — у Piraeus Bank Ukraine обіймав посади старшого кредитного аналітика та керівника проєктного фінансування.
2011 — працював керівником проєктів у McKinsey Ukraine.
2014 — був керівником проєктів у європейському та близькосхідному регіонах у McKinsey (ОАЕ, Саудівська Аравія, Катар) де консультував клієнтів у металургії, банківській сфері та гірничодобувній промисловості.
У липні 2016 — був призначений генеральним директором «Датагруп», однієї з найбільших українських телеком-компаній.
За підсумками 2019 року компанія «Датагруп» збільшила чистий прибуток у 7 раз.

## Сімейний стан
Одружений, має двоє дітей (сина та доньку).

## Нагороди та досягнення
у 2017 році посів 1 місце в рейтингу топ-менеджерів України в галузі зв'язку і телекомунікацій за версію ділового порталу Delo.ua;
у 2018 році увійшов до топ-20 кращих топ-менеджерів країни, посівши 13 місце за версією журналу «Топ-100» та ділового порталу Delo.ua;
у 2018 році увійшов до топ-35 рейтингу «Інноваційні лідери» за версією Leadership journey. Рейтинг складено спільно з консалтинговою компанією Nobles Fortune, а експертами виступили 20 авторитетних фахівців у різних галузях;
у 2019 році увійшов до топ-5 кращих топ-менеджерів України за версією журналу «Топ-100» та ділового порталу Delo.ua;
у 2019 році увійшов до топ-20 найуспішніших українських менеджерів за версією журналу «Власть денег»;
у 2020 році увійшов до топ-25 найуспішніших менеджерів України;
у 2020 році увійшов до рейтингу найкращих топ-менеджерів України, який склало видання «Фокус».